# Бутенко, Анатолий Иванович
Анатолий Иванович Бутенко (23 февраля 1938, Миргород, Полтавская область — 4 января 2021, Одесса) — народный депутат Украины 1-го созыва.

## Биография
Родился 23 февраля 1938 года в городе Миргороде, Полтавская область, УССР, в семье служащего. Украинец, образование высшее, инженер-механик, окончил Одесский политехнический институт, Академию общественных наук при ЦК КПСС.
1955 — рабочий, формовщик Миргородского литейно-механического завода.
1962 — технолог Одесского завода радиально-сверлильных станков.
1964 — первый секретарь Ильичевского РК ЛКСМУ города Одессы[уточнить].
1968 — заместитель начальника Одесского управления «Вторцветмет»; главный инженер Одесского ремонтно-механического завода.
1970 — инструктор, заведующий организационным отделом, заведующий промышленного отдела, второй, первый секретарь Ильичевского РК КПУ города Одессы.
1977 — второй секретарь Одесского ГК КПУ.
1980 — заместитель, первый заместитель председателя исполкома Одесского областного Совета.
Член КПСС с 1964 года, член Одесского ОК КПУ; депутат, член исполкома областного Совета.
Выдвинут кандидатом в Народные депутаты трудовыми коллективами колхозов им. Горького, «Победа» Ивановского района Ширяевского райагростроя, пленумом Ивановского райкома профсоюза работников агропромышленного комплекса.
18 марта 1990 года избран народным депутатом Украины 1-го созыва, 2-й тур 58,31 % голосов, 6 претендентов.
Член Комиссии ВР Украины по вопросам обороны и государственной безопасности.

## Награды и звания
Награждён орденами Трудового Красного Знамени, «Знак Почета», медалями.
Доктор экономических наук.